# 洞泉寺 (岐阜市)
洞泉寺（とうせんじ）は岐阜県岐阜市向加野にある釈迦如来を本尊とする曹洞宗の寺院で、山号は龍徳山。美濃四国87番札所である。
延徳年間（1489年から1492年）に麟巌（麟岸）和尚により、洞川寺として創建される。その後は住持を欠き寺も荒廃するが、文禄年間（1593年から1596年）に東田全久院道院の法嗣、水岸本滴が再興した。慶安元年（1648年）、寺号を洞泉寺に改める。文政5年（1822年）に失火により焼失したが、本尊他寺宝の一部は難を逃れている。鐘楼門は嘉永6年（1853年）、本堂は平成18年（2006年）の建立である。